# Bolton (Nowy Jork)
Bolton – miasto w Stanach Zjednoczonych, w stanie Nowy Jork, w hrabstwie Warren.